# Eyjafjallajökulls vulkanudbrud i 2010
I slutningen af 2009 blev der målt forøget seismisk aktivitet omkring vulkanen Eyjafjallajökull i Island, hvilket varslede det senere vulkanudbrud, der fandt sted den 20. marts 2010. Et senere udbrud, som startede den 14. april 2010, var årsag til store udslip af vulkansk aske, som lammede flytrafikken i store dele af Nordeuropa og Vesteuropa.

## Første udbrud
I slutningen af december 2009 blev der registreret forøget seismisk aktivitet omkring Eyjafjallajökull, med tusinder af små jordskælv, for det meste med en styrke på 1–2 Mw og epicenter 7–10 km under vulkanen. Inden 26. februar viste GPS-udstyr fra Islands Meteorologiske Institut placeret i Eyjafjöll-området (ca. 15 km sydøst for udbruddet), at jordskorpen i området havde flyttet sig 3 cm mod syd. Den usædvanlige seismiske aktivitet samt den hurtige forandring af jordskorpen gav geofysikerne bevis på, at magma løb ind i Eyjafjallajökulls magmakammer, og at trykket fra denne proces førte til forskydninger i jordskorpen i Eyjafjöll-området
Den seismiske aktivitet øgedes fortsat, og mellem 3. og 5. marts blev der registreret ca. 3000 jordskælv ved vulkanens centrum. De fleste skælv var for små (under 2 Mw) til at indikere et udbrud, men nogle af dem kunne mærkes i de nærliggende landsbyer. Udbruddet begyndte den 20. marts mellem klokken 22:30 og 23:30 lokal tid (UTC) nogle kilometer fra gletsjeren ved bjergpaset Fimmvörðuháls
Hurtigt efter udbruddet tilbød turistselskaber guidede ture til vulkanområdet.

### Evakuering
Natten til den 21. marts blev ca. 500 indbyggere fra områderne Fljótshlið, Eyjafjöll og Landeyjar evakueret, og fly til og fra Keflavík International Airport blev udsat, men åbnet igen om aftenen. Indbyggerne i risikozonerne Fljótshlið, Eyjafjöll og Landeyjar kunne igen begive sig tilbage til deres hjem. I stedet for lukkede politiet vejen til Þórsmörk og jeepsporet fra Skógar til fjeldpasset Fimmvörðuháls, men den blev genåbnet 29. marts. Da der dukkede andre revner op, og vejene blev lukket igen på grund af faren for jøkelløb, som kan opstå, når vulkanudbruddet smelter isen, men vejen blev igen åbnet 1. april. 

### Revner
Revnen er 500 meter lang og går fra nordøst til sydvest med mellem 10 og 12 vulkankratere, som udspyr lava med en temperatur på 1000 °C optil 150 meter op i luften. Lavaen er alkalisk og relativt tyktflydende, således at lavastrømmene øst og vest for revnen flyder langsomt; dette er dermed et typisk effusivt (udstrømning af glødende bjergarter) udbrud. Den smeltede lava løb mere end 4000 meter nordøst for revnen og ned i Hrunagil-dalen, og der dannedes en 200 meter høj lavaelv, og lavamasserne nærmede sig langsomt Þórsmörk. 25. marts blev vulkanologerne for første gang vidne til dannelsen af et pseudokrater under en dampeksplosion. Bevægelserne i jordskorpen fortsatte i to dage, efter at udbruddet begyndte, men aftog senere sammen med de vulkanske aktiviteter. En ny revne åbnede sig den 31. marts ca. 200 meter nordvest for den oprindelige revne. Mange vidner var til stede, da den nye revne åbnede sig; den er lidt mindre end den oprindelige, ca. 300 meter lang, og lavaen, som kommer ud af den, begynder at løbe ned i Hvannárgildalen. I følge geofysikere deler disse to revner samme magmakammer. 

### Vandeffekten
22. marts registrerede en gennemstrømningsmåler i gletsjerelven Krossá en forøgelse i vandniveauet og temperaturen; temperaturen var i en to timers periode steget til 6 °C. 
Temperaturen i elven Hruná, som løber gennem den smalle dal Hrunárgil, som dele af lavastrømmen løb ned i, blev af geologer målt til mellem 50 og 60 °C, hvilket tyder på, at elven har fungeret som nedkøling for lavaen.

### Analyse
Prøver af vulkansk aske fra udbrudsområdet viser, at koncentrationen af vandopløselig fluorid er en tredjedel af det normale i Heklas udbrud, med en gennemsnitsværdi på 104 mg fluorid pr. kg aske. Landmændene i nærheden af vulkanen blev advaret om ikke at lade deres dyr drikke fra bække og damme på grund af vandets høje fluoridkoncentration, der kan have en dødelig effekt på husdyrenes nyre- og leverfunktion (specielt hos får).

## Andre udbrud
Efter en kort pause fortsatte udbruddet fra Eyjafjallajökull 14. april 2010, denne gang fra midten af gletsjeren, som førte til at store mængder smeltevand løb ned de i nærliggende elve, og til at 800 mennesker måtte evakueres fra deres hjem. Vejen langs elven Markarfljot blev skyllet væk flere steder, og udbruddet blev målt til at være 10–20 gange større end det oprindelige udbrud.

### Askesky og luftfart
- Askeskyens udbredelse 14-25. april
- Askeskyens størrelse kl 18:00 UTC 15. april 2010
- Askeskyens udbredelse 14. april kl 18:00
- Askeskyens udbredelse 15. april kl 18:00
- Askeskyens udbredelse 16. april kl 18:00
- Askeskyens udbredelse 17. april kl 18:00 UTC
- Askeskyens udbredelse 17. april kl 18:00
- Askeskyens udbredelse 18. april kl 18:00
- Askeskyens udbredelse 19. april kl 18:00
- Askeskyens udbredelse 20. april kl 18:00
- Askeskyens udbredelse 21. april kl 18:00
- Askeskyens udbredelse 22. april kl 18:00
- Askeskyens udbredelse 23. april kl 18:00
- Askeskyens udbredelse 24. april kl 18:00
- Askeskyens udbredelse 25. april kl 18:00

Den 15. april var luftrummet over Danmark, Norge og Færøerne, samt Storbritannien og Irland blevet lukket på grund af vulkansk aske i luftrummet. På grund af askeskyen fra udbruddet var der forsinkelser og aflysninger i Belgien, Danmark, Færøerne, Finland, Frankrig, Irland, Island, Holland, Norge, Polen, Rusland, Spanien, Storbritannien, Sverige, og Tyskland.  Askeskyen nåede en højde på 17 km, og al flyvning blev først åbnet helt eller delvis igen den 21. april 2010. 
I Finland fik to F-18 Hornet jagerfly skader på motorerne efter at have fået vulkansk aske i dem under en flyvning 15. april. 
Vulkanologerne mener, at et stort udbrud som dette har potentiale til at påvirke flytrafikken på de nordlige breddegrader i seks måneder eller mere. 
Fra den 23. maj 2010 er der foreløbig ikke registreret vulkansk aktivitet i krateret, og det var en god nyhed for den europæiske lufttrafik, der siden den 14. april ofte måtte aflyse flyvningerne eller havde store forsinkelser på grund af askeskyerne fra udbruddet.